# Вецел (комуна)
Вецел (рум. Vețel) — комуна у повіті Хунедоара в Румунії. До складу комуни входять такі села (дані про населення за 2002 рік):
- Боя-Бирзій (56 осіб)
- Бретелін (52 особи)
- Вецел (850 осіб) — адміністративний центр комуни
- Кеой (14 осіб)
- Лешнік (527 осіб)
- Мунчелу-Маре (44 особи)
- Мунчелу-Мік (135 осіб)
- Мінтія (948 осіб)
- Рунку-Мік (25 осіб)
- Херепея (109 осіб)

Комуна розташована на відстані 305 км на північний захід від Бухареста, 9 км на захід від Деви, 115 км на південний захід від Клуж-Напоки, 122 км на схід від Тімішоари.

## Населення
За даними перепису населення 2002 року у комуні проживали 2760 осіб.
Національний склад населення комуни:
| Національність | Кількість осіб | Відсоток |
| -------------- | -------------- | -------- |
| румуни         | 2527           | 91,6%    |
| угорці         | 129            | 4,7%     |
| цигани         | 98             | 3,6%     |
| німці          | 3              | 0,1%     |
| українці       | 2              | 0,1%     |
| словаки        | 1              | < 0,1%   |

Рідною мовою назвали:
| Мова       | Кількість осіб | Відсоток |
| ---------- | -------------- | -------- |
| румунська  | 2612           | 94,6%    |
| угорська   | 106            | 3,8%     |
| циганська  | 36             | 1,3%     |
| німецька   | 3              | 0,1%     |
| українська | 2              | 0,1%     |
| словацька  | 1              | < 0,1%   |

Склад населення комуни за віросповіданням:
| Релігія        | Кількість осіб | Відсоток |
| -------------- | -------------- | -------- |
| православні    | 2424           | 87,8%    |
| п'ятдесятники  | 121            | 4,4%     |
| римо-католики  | 86             | 3,1%     |
| баптисти       | 57             | 2,1%     |
| реформати      | 46             | 1,7%     |
| греко-католики | 17             | 0,6%     |
| адвентисти     | 3              | 0,1%     |
| унітарії       | 2              | 0,1%     |
| лютерани       | 1              | < 0,1%   |
| атеїсти        | 1              | < 0,1%   |